# Sabulodes dentinata
Sabulodes dentinata är en fjärilsart som beskrevs av Achille Guenée 1858. Sabulodes dentinata ingår i släktet Sabulodes och familjen mätare. Inga underarter finns listade.